# مارثا فاسكيز
مارثا فاسكيز (بالإنجليزية: Martha Vázquez)‏ هي محامية وقاضية أمريكية، ولدت في عام 1953، في سانتا باربارا في الولايات المتحدة.